# Dujmo II. Krški (Frankopan)
Dujmo II. Krški ali Krški grof Dujmo II. (*? pred 1279 — Krk, † 1317),  je bil hrvaški plemič,  iz hrvaške plemiške rodbine Frankopanov. Bil je sin Friderika II. Krškega. Prvič se omenja leta 1279 v listini hrvaško-ogrskega kralja Ladislava IV. Kumanca, s katero ta Krškim grofom potrjuje posesti Modruš in Vinodol. S člani družine Dujmo podpira Baboniće v spopadu z Gisingovci do pomiritve pri Ozalju leta 1280. S sorodniki je podpiral prizadevanja, da na ogrski prestol pride pripadnik neapeljske dinastije Anžujcev in sodeluje v dinastičnih bojih med leti 1290-1301. Leta 1291 in 1300 je potoval v Neapelj kot eden od emisarjev kralju Karlu II., ki potem izpostavlja njegove zasluge, da je Karel I. Robert potoval na Ogrsko, da bi prevzel krono. Dujmu je potrdil posest Modruš in Vinodol ter Gatansko županijo z gradom Otočcem in načelništvo v Senju. Od bratranca Ivana III. je nasledil službo načelnika v Senju, ki ga je imel za svojo trajno posest. Izven mestnega obzidja Senj je leta 1297 z bratrancem Leonardom ustanovil samostan frančiškanov in cerkev Sv. Petra. Senjčani pa so ga leta 1302 imenovali za svojega grofa. Po Leonardovi smrti v drugi polovici leta 1308 je postal starešina Vidove veje Krških grofov. 
Tegaleta je bil na strani Benečanov udeleženec vojne proti  Ferrare, ki jo podpira papež in Neapelj. Nato pride v spor z Benečani, zaradi postopka proti Leonardovi hčerki Genevri, ki jo poskuša poročiti proti njeni volji in ji po pobegu v Benetke noče izplačati denarja, ki ga je nasledila po očetovi oporoki. Zaradi podpore doža Pietra Gradeniga v notranjih spopadi Dujmo dobi položaj doževega svetovalca in pravico nošenja orožja. S tem je vstopil v najvišji vrh beneške oligarhije. Od leta 1311 je bil s sinom Friderikom III. župan Požege, leta 1315 sta bila imenovana za »trajna gospodarja Senja«. Nato pa je leta 1316  kralj Dujmu potrdil posest Gatanske županije z gradom Otočcem. 